# Лепиота шероховатая
Лепио́та шерохова́тая (лат. Lepiota aspera) — несъедобный гриб семейства Шампиньоновые (Agaricaceae). В зарубежных источниках чаще фигурирует как Lepiota acutesquamosa.

## Названия и таксономия
Научные синонимы:
- Agaricus asper Pers., 1793basionym
- Cystolepiota aspera (Pers.) Knudsen, 1978
- Lepiota friesii (Lasch) Quél., 1872
- Lepiota aspera var. acutesquamosa (Weinm.) Singer, 1872
- Lepiota acutesquamosa (Weinm.) P. Kumm., 1871 и др.[1][2]

Другие русские названия: зонтик острочешуйчатый, лепиота шероховатая.
Вид был впервые описан как Agaricus asper в 1793 г. микологом Христианом Генрихом Персоном. Современное видовое название Lepiota aspera было предложено в 1886 г. французским микологом Люсьеном Келе.
Родовое наименование гриба Lepiota происходит от др.-греч. λεπίς (lepis), чешуя; видовой эпитет aspera — от лат. asper, шероховатый, шершавый.

## Описание[5]
Шляпка довольно мясистая, 7—10 (15) см ∅ ; у молодых грибов — яйцевидная, колокольчатая, волосисто-войлочная, желтовато- или оранжево-коричневатая; у зрелых грибов — широко-выпуклая, распростёртая, сухая, растрескавшаяся, покрытая мелкими пирамидальными чешуйками тёмного, охряно-коричневатого, ржавого цвета поверх беловатой кожицы. Чешуйки легко опадают, оставляя пучки тёмных волокон.
Пластинки свободные, очень частые, тонкие, неровные, белые, желтоватые.
Ножка 8—12 х 1—1,5 см, цилиндрическая с вздутым клубневидным основанием, сухая, часто полая; над кольцом — гладкая, светлая, с едва заметными полосками, ниже кольца — желтовато- или охряно-коричневатая, волокнисто-чешуйчатая, в основании часто с буроватыми чешуйками. Кольцо — устойчивое, плёночное, широкое, свисающее, белое, с буроватыми чешуйками на нижней стороне.
Мякоть белая, волокнистая, с очень неприятным запахом и острым горьковатым вкусом.
Споровый порошок белый или желтоватый.

### Микроморфология
Споры 6,5—11 х 2—3,5 мкм, вытянуто-эллиптические, гладкие, гиалиновые до желтоватых.

## Экология и распространение
Встречается с августа до октября во влажных смешанных лесах, на перегнойной почве, на сгнившем мусоре или лиственной подстилке, у дорог, в парках и садах, на газонах, одиночно и группами, не часто. Распространён в Европе, Северной Африке и Северной Америке.

## Съедобность
Гриб считается несъедобным из-за неприятного запаха и вкуса. В зарубежных источниках не рекомендуется в пищу из-за сходства с ядовитыми, содержащими аматоксин родственными видами, например, Lepiota subincarnata J.E. Lange 1940.

## Медицинские свойства
Полисахариды, выделенные из мицелиальной культуры Lepiota aspera, обладают противоопухолевой активностью, на 70 % сдерживая рост саркомы 180 и саркомы Эрлиха у белых мышей. Дихлорметановый экстракт Lepiota aspera действует антибактериально на Escherichia coli и Bacillus subtilis.